# Li Minhua
Li Minhua   (Suzhou, 2 de novembre de 1917 - Pequín, 19 de gener de 2013)(Xinès: 李敏华), també coneguda com a Minghua Lee Wu, va ser una enginyera aeroespacial xinesa i física experta en mecànica del sòlid deformable. Va ser la primera dona en obtenir el grau de doctora en enginyeria mecànica a l'Institut de Tecnologia de Massachusetts, va estar entre els científics que van fundar l'Institut de Mecànica de l'Acadèmia xinesa de Ciències (CAS), i va ser elegida acadèmica el 1980.

## Educació i primers anys
Li va néixer el 2 de novembre de 1917 a Wuxian (actual Suzhou), Jiangsu, a la Xina. Es va graduar a la Escola de noies de Wu Pen a Xangai i va ser admesa a la Universitat Tsinghua el 1935. Després d'esclatar la Segona Guerra sinojaponesa el 1937, Tsinghua i moltes altres universitats van evacuar Pequín i es van traslladar cap al sud, a Kunming, a la Provincia de Yunnan, on van compartir els seus pocs recursos per formar la provisional Universitat Nacional Associada del Sud-oest (Lianda). Profundament afectada per l'agressió japonesa, Li va escollir estudiar enginyeria aeronàutica per tal de contribuir a la defensa nacional de la Xina. Va estar entre els primers estudiants que es van graduar al Departament d'Enginyeria Aeronàutica de Lianda el 1940, i va ser contractada per la universitat com a membre del professorat. El 1943, es va casar amb Wu Zhonghua, un company físic i alumne de Tsinghua/Lianda i membre del professorat.

## Carrera als Estats Units
El 1944, Li i Wu va anar als Estats Units per estudiar a l'Institut de Tecnologia de Massachusetts. Li va estudiar enginyeria mecànica, mentre Wu es va especialitzar en el motor de combustió interna. Van tenir dos fills mentre eren al MIT, i la parella va fer torns per tenir-ne cura. Li va obtenir el títol de màster el 1945 i el seu Doctorat en ciències el 1948, superant la discriminació sexual que predominava i convertir-se en la primera estudiant de MIT en obtenir un doctorat en enginyeria mecànica.
Després de graduar-se al MIT, Li i Wu, es van incorporar al Laboratori de Propulsió de Vol de Lewis (actualment Glenn Research Center) del National Advisory Committee for Aeronautics (NACA, predecessor de la NASA) com a científics de recerca.
Amb l'esclat de la Guerra de Corea, les relacions entre els Estats Units i la recentment creada República Popular Xina van esdevenir obertament hostils, i Li i Wu va decidir que no podien seguir treballant per l'exercit estatunidenc. Van dimitir del NACA i van esdevenir professors a l'Institut Politècnic de Brooklyn el 1951. El 1954, van decidir retornar a la Xina. Per evitar les sospites del govern dels Estats Units a l'agost la família va volar a Gran Bretanya suposadament per unes vacances. D'allà van viatjar a través de Suïssa i Àustria a Txecoslovàquia, arribant finalment a Pequín a finals d'any a través de la Unió Soviètica.

## Carrera a la Xina
De tornada a la Xina, Li i Wu van ser rebuts pel Primer Ministre Zhou Enlai. Li es va incorporar a l'Institut de Mecànica de l'Acadèmia Xinesa de Ciències (CAS), creat per Qian Xuesen i Qian Weichang, i va treballar com a directora del grup de plasticitat, un dels quatre grups de recerca de l'institut. El 1958, Li va ser nomenada cap de mecànica de sòlids deformables a la recent establerta Universitat de Ciències i Tecnologia de la Xina. El 1959, va esdevenir científica sènior al Primer Institut de Disseny del CAS i va participar en el disseny del sistema de llançament del satèl·lit de la Xina. Va ser elegida acadèmica del CAS el 1980.
Li va fer importants contribucions a la investigació aeroespacial a la Xina. El seu document "Comportament plàstic general i mètode de solució per a problemes de tensió plana amb simetria axial en el rang d'enduriment de la tensió, considerant la soca finita", va guanyar el Premi Estatal de Ciències Naturals (tercera classe) el 1956. El 1959, va dirigir un equip que va dissenyar el primer sistema de prova instantània de càrrega de calor de la Xina per al coet portador de satèl·lits. A la dècada de 1970, va desenvolupar un mètode per analitzar els defectes de la turbomàquina aeroespacial, i va guanyar el Premi Major Achievement de 1978 del CAS. Les seves investigacions sobre defectes del motor la van portar a centrar-se més tard en la fatiga material, que va investigar àmpliament fins als anys vuitanta. A partir del 1982, va organitzar una conferència nacional biennal sobre fatiga material.
Li va morir el 19 de gener de 2013, amb 95 anys.